# Guerre italo-grecque
 (novembre 2019).
- Si vous ne connaissez pas le sujet, laissez ce bandeau (vous pouvez alors contacter les auteurs).
- Si vous supprimez le contenu mis en cause (vous pouvez préalablement contacter les auteurs),

argumentez précisément cette suppression dans la page de discussion
(un manque de référence n'est pas un argument ; une recherche réelle de référence doit avoir été effectuée, être formellement documentée).
 (octobre 2018).
Si vous disposez d'ouvrages ou d'articles de référence ou si vous connaissez des sites web de qualité traitant du thème abordé ici, merci de compléter l'article en donnant les références utiles à sa vérifiabilité et en les liant à la section « Notes et références ».
Seconde Guerre mondiale,
Campagne des Balkans
Batailles
- Invasion de l'Albanie
- Guerre italo-grecque
- Invasion de la Yougoslavie
- Opération Châtiment
- Bataille de Grèce
- Opération Abstention
- Bataille de Crète
- Campagne de la mer Noire

La guerre italo-grecque est un conflit opposant le royaume d'Italie au royaume de Grèce du 28 octobre 1940 au 6 avril 1941. Elle marque le début de la campagne des Balkans lors de la Seconde Guerre mondiale. À partir de l'intervention allemande en 1941, on parle de bataille de Grèce.
Ce conflit marque l'entrée en guerre du royaume de Grèce, qui vit sous le gouvernement autoritaire de Ioánnis Metaxás depuis août 1936, contre l’Italie fasciste de Benito Mussolini. Le gouvernement profasciste grec rejette l’ultimatum du 28 octobre 1940 par lequel l’Italie demande le libre passage pour ses troupes. Dès lors, la Grèce se range aux côtés du Royaume-Uni au moment où Hitler occupe la plus grande partie de l’Europe.
Pour le peuple grec, la résistance contre l’agression de l’Italie fasciste prit un caractère à la fois national et antifasciste, permettant à l’armée grecque de faire face à l’agression et de lancer une contre-offensive. À la fin de 1940, les armées grecques se trouvaient à soixante kilomètres au-delà de la frontière gréco-albanaise.
Pendant six mois, seize divisions grecques insuffisamment armées immobilisèrent en Albanie vingt-sept divisions italiennes disposant d’un équipement bien supérieur au leur, jusqu’au moment de l’attaque des armées allemandes, le 6 avril 1941.
Le roi et son gouvernement quittent le pays alors que le commandement de l’armée capitule le 24 avril 1941. Un certain nombre d’officiers et de soldats patriotes, ainsi que la flotte de guerre, ont réussi à quitter l'Hellade. Ils continuent la lutte et participent aux opérations alliées en Afrique (seconde bataille d'El Alamein, campagne d'Italie...).
Les succès militaires grecs en Albanie ont constitué la première victoire des Alliés contre l'Axe, encouragé d’autres peuples hésitants, détruit le prestige de Mussolini et influencé l’attitude américaine.

## Causes et préparation de la guerre
L'Italie fasciste possédait un plan à long terme prévoyant l'établissement d'un nouvel Empire romain, lequel aurait inclus la Grèce. De plus, une des raisons incitant l'Italie à rechercher le conflit avec la Grèce fut le désir d'imiter son allié allemand dans ses triomphes. Mussolini voulait également rasseoir les intérêts de l'Italie dans les Balkans (il fut vexé que la Roumanie, un client italien, eût accepté la protection allemande pour ses champs de pétrole de Ploiești un peu plus tôt en octobre) et sécuriser des points depuis lesquels l'armée britannique de Méditerranée orientale pût être attaquée. Alors que le royaume de Yougoslavie était considéré comme trop puissant, la cible choisie fut la Grèce, que les Italiens considéraient comme faible et divisée de l'intérieur. De plus, l'Italie occupait déjà les îles du Dodécanèse depuis 1911.
Après le traité gréco-turc de 1930 et le pacte balkanique de 1934, la menace pour la Grèce provenant de l'ennemi traditionnel turc diminua. L'Albanie était trop faible pour être une véritable menace et le royaume de Yougoslavie n'insistait pas réellement sur ses revendications territoriales quant à la Macédoine. La Bulgarie était considérée comme la principale menace pour la Grèce dans les années 1930 avec ses revendications territoriales sur la Thrace occidentale (du Nestos à l'Évros). C'est pourquoi, lorsque Metaxas arriva au pouvoir en 1936, eut lieu une réorganisation de l'armée ainsi que la formation d'une ligne fortifiée défensive le long de la frontière entre Grèce et Bulgarie. Cette ligne porta le nom de Grammi Metaxa (la « ligne Metaxás »). Au cours des années suivantes, l'armée bénéficia de grands investissements destinés à sa modernisation. Le gouvernement grec investit dans de nouvelles armes pour l'ensemble de ses armées et la marine grecque reçut de nouveaux navires. Cependant, les menaces grandissantes et l'éventualité d'un conflit firent que les principales commandes passées à l'étranger eurent lieu en 1938-1939 et ne furent pas toutes livrées.
Au début de 1939, l'Italie occupa l'Albanie, depuis longtemps sous influence italienne. L'Italie posséda alors ainsi une frontière directe avec la Grèce. Cette occupation modifia les plans grecs, déclenchant alors les préparatifs contre une invasion italienne. Metaxas essayait de conserver la neutralité de la Grèce alors que la guerre éclatait en Europe centrale ; mais au fur et à mesure que le conflit s'étendit, Métaxas se rapprocha de la Grande-Bretagne, encouragé par l'anglophile Georges II de Grèce, et ce bien que Metaxas eût été germanophile et eût entretenu de bonnes relations avec l'Allemagne d'Hitler.
Une campagne de propagande contre la Grèce commença en Italie au milieu de 1940, et des actes répétés de provocation, tels que le survol du territoire grec, atteignirent leur apogée avec le torpillage par le sous-marin italien Delfino du navire Elli dans le port de l'île de Tínos le 15 août 1940. Bien que la responsabilité italienne fût évidente, le gouvernement grec annonça que le sous-marin était de « nationalité inconnue ».

## L’ultimatum italien
Le soir du 27 octobre 1940, l'ambassadeur italien à Athènes, Grazzi, apporta un ultimatum de Mussolini à Metaxas. L’Italie avait concentré son armée dans l’Albanie voisine et le Duce demanda le libre passage de ses troupes afin d’occuper des points stratégiques (non spécifiés) sur le sol grec.
La Grèce avait eu un comportement amical envers l’Allemagne nazie, profitant notamment d’accords commerciaux mutuels, mais désormais l’allié de l’Allemagne était sur le point d’envahir la Grèce, sans qu’Hitler soit au courant, en partie pour prouver que l’Italie pouvait imiter les succès allemands en Pologne et en France. Metaxas rejeta l’ultimatum le 28 octobre, faisant écho à la volonté du peuple grec de résister, exprimée selon la légende en disant Okhi (Non en grec). En réalité, Metaxas avait dit en français : « Alors, c'est la guerre ». Quelques heures plus tard, l’Italie envahit la Grèce.

## Étapes de la campagne

### Ordre de bataille et plans
Le front, s'étalant sur 150 km, était un terrain extrêmement montagneux avec peu de routes. La chaîne des monts du Pinde divisait pratiquement la région en deux théâtres d'opérations : l'Épire et la Macédoine de l'ouest.
Le plan italien, au nom de code Emergenza G (Urgence Grèce), prévoyait une occupation du pays en trois phases : d'abord une occupation de l'Épire et des îles Ioniennes, puis une percée en Macédoine de l'Ouest vers Thessalonique afin de contrôler le nord de la Grèce. Dans un troisième temps, le reste de la Grèce aurait été occupé.
Le haut commandement italien mit en place un corps d'armée sur chaque théâtre d'opérations. Le XXVe corps d'armée Ciamura en Épire (les 23e et 51e divisions d'infanterie Ferrara et Sienna, la 131e division blindée Centauro) devait avancer vers Ioánnina et le long de la côte vers Préveza. Le XXVIe corps d'armée Corizza se trouvait dans le secteur macédonien (les 19e, 29e, 49e divisions d'infanterie Venezia, Piemonte, Parma) et devait initialement observer une position passive, pendant que la division alpine Julia s'avançait entre les deux corps d'armée à travers les monts du Pinde. Au total, les forces italiennes étaient de 85 000 hommes.
Après l'occupation italienne de l'Albanie, le commandement général grec anticipa une attaque combinée de l'Italie et de la Bulgarie. Le plan prévoyait différentes options, selon la situation, mais essentiellement une position défensive en Épire, ainsi que de maintenir une possibilité d'offensive en Macédoine occidentale.
Les principales forces armées grecques présentes dans la zone à la veille du conflit étaient : la 8e division d'infanterie en Épire, sous les ordres du général Charalambos Katsimitros (en). En Macédoine de l'ouest, le corps d'armée TSDM (ΤΣΔΜ, Section de la Macédoine occidentale), sous le commandement du lieutenant général Ioannis Pitsikas (en), incluant le "détachement du Pinde" (Απόσπασμα Πίνδου) de la taille d'un régiment ; la 9e division d'infanterie et la 4e brigade d'infanterie. Les forces grecques s'élevaient à environ 35 000 hommes.

### L'offensive italienne (28 octobre 1940 - 13 novembre 1940)

Première offensive italienne

Les Italiens attaquèrent avec une préparation inadéquate et malgré leurs attaques répétées, ne réussirent pas à percer. Sur la côte, les chars d'assaut italiens CV-33 et M11/39 rencontrèrent des difficultés sur le terrain montagneux et les défenses anti-chars grecques se révélèrent plus qu'adéquates. Les attaques italiennes, mal organisées et mal coordonnées, ne parvinrent pas à déborder les forces grecques bien positionnées, et ce malgré l'importante supériorité numérique.
Dans le secteur de l'Épire, l'offensive italienne s'arrêta le 9 novembre. Une plus grande menace fut celle de l'avancée de la division "Julia", mais celle-ci fut mise en échec par les troupes du IIe corps d'armée grec. Les Grecs réussirent à encercler et à pratiquement détruire "Julia" le 13 novembre.
En Macédoine occidentale, face à une inactivité italienne et dans le but de soulager le front de l'Épire, le Haut Commandement grec déplaça le 3e corps d'armée le 31 octobre vers l'Épire et ordonna de passer à l'attaque en Albanie avec le TSDM. Pour des raisons logistiques, cette attaque fut successivement retardée jusqu'au 14 novembre. Cette résistance grecque inattendue surprit les Italiens. Plusieurs divisions furent dépêchées en renfort en Albanie, dont la 47e division « Bari », prévue initialement pour l'invasion de Corfou.
Mussolini remplaça Prasca par le général Umbaldo Soddu, son ancien vice-ministre de la Guerre. Dès son arrivée, Soddu ordonna à ses forces de se placer sur la défensive. Il était alors clair que l'invasion italienne avait échoué.

### Contre-attaque grecque (14 novembre 1940 - mars 1941)

Contre-attaque grecque

Les réservistes grecs commencèrent à rejoindre le front au début du mois de novembre et, procédant à la mobilisation, le commandant en chef grec, le lieutenant général Papágos eut suffisamment de troupes pour lancer une contre-offensive.

La TSDM et le IIIe corps d'armée, renforcés continuellement par des unités venues de tout le nord de la Grèce, passèrent à l'offensive le 14 novembre en direction de Korytsa en Albanie.
Après d'intenses combats sur les lignes fortifiées, les Grecs firent une percée le 17 et entrèrent dans Korytsa le 22 novembre. Cependant, des indécisions au sein du commandement grec permirent un regroupement aux Italiens, leur évitant ainsi une débâcle complète.
Quelques unités albanaises échelonnées dans les divisions « Venezia » et « Julia » furent liquidées par les Grecs, ayant été employées comme bouclier pour protéger la retraite italienne. Le colonel Pervizi (représentant du commandement albanais) décida alors de soustraire le bataillon « Tomorri » au risque d'un second massacre, en abandonnant par surprise le champ de bataille. Cela occasionna une grande défaite aux Italiens. Le maréchal Badoglio parla de « trahison des Albanais » et décida le retrait de leur armée, qui fut cantonnée dans les montagnes du nord d’Albanie.
L'attaque depuis la Macédoine occidentale fut combinée à une offensive générale sur tout le front. Les Ier et IIe corps d'armée avancèrent en Épire et capturèrent Moschopolis (29 novembre) Saranda (6 décembre), Argyrokastron (8 décembre) et Himara début décembre, occupant pratiquement la région que les Grecs appelaient « Épire du Nord ». Cette région faisait partie des régions considérées comme grecques par la population grecque et revendiquées par l'irrédentisme de la Grande Idée. Cela explique le refus dans les mois qui suivirent de les évacuer. Un dernier succès grec fut la prise de la très stratégique et fortifiée passe de Klissoura (Këlcyrë) le 10 janvier par le IIe corps d'armée. Mais l'hiver rigoureux, la supériorité italienne et la mauvaise situation logistique des Grecs créèrent une impasse à la fin du mois de janvier.

### Seconde offensive italienne et offensive allemande (mars 1941 - 23 avril 1941)

Seconde offensive italienne

Il n'y avait alors en Europe que deux pays qui s'opposaient aux forces de l'Axe : le Royaume-Uni et la Grèce, alliés. Les Britanniques avaient réussi à fournir à la Grèce une aide aérienne limitée. Churchill avait à de nombreuses reprises proposé à Métaxas des renforts d'infanterie, refusés par le chef du gouvernement grec : il craignait que cela ne provoquât l'Allemagne. À la fin de janvier 1941, après le décès de Metaxas, son successeur, Aléxandros Korizís, accepta l'aide d'un corps expéditionnaire composé principalement d'Australiens et de Néo-Zélandais. Des mésententes entre les états-majors britannique et grec retardèrent le déploiement du corps expéditionnaire.
Malgré quelques actions locales, l'impasse continua étant donné que les deux ennemis étaient trop faibles pour lancer une attaque majeure. Malgré leurs victoires, les Grecs étaient dans une situation précaire du fait qu'ils avaient enlevé de leur frontière septentrionale des armes et des hommes afin de consolider le front albanais. Ils étaient alors trop faibles pour résister à une éventuelle attaque allemande.
Les Italiens, souhaitant obtenir un succès avant l'intervention de l'Allemagne, rassemblèrent leurs forces afin de lancer une nouvelle offensive au nom de code « Primavera » (Printemps). Dix-sept divisions furent rassemblées, opposées aux treize divisions grecques, et sous la supervision personnelle de Mussolini attaquèrent la passe de Klisura. L'offensive dura du 6 au 19 mars mais ne parvint pas à déloger les Grecs. À partir de ce moment, et jusqu'à l'intervention allemande, le statu quo s'installa, et les opérations diminuèrent des deux côtés.
Anticipant l'attaque allemande, les Britanniques et quelques Grecs préconisèrent un retrait de l'armée d'Épire afin de ménager troupes et équipement en vue de pouvoir repousser les Allemands. Cependant, le sentiment national n'admettait pas que des positions si durement gagnées fussent abandonnées et une retraite face aux Italiens défaits eût été vécue comme un déshonneur. Ainsi, le gros des troupes grecques fut laissé loin dans les terres albanaises alors que les troupes allemandes approchaient. Finalement, avec l'avance rapide des Allemands, l'armée d'Épire dut se retirer le 12 avril mais sa retraite fut coupée par les troupes allemandes et elle se rendit le 20. Le 23 avril, sur l'insistance de Mussolini, la cérémonie de reddition fut répétée afin d'y inclure des représentants italiens.

## Conséquences
Après l'attaque italienne et les ressources engagées sur le front albanais, l'armée grecque était trop faible pour résister à l'offensive allemande qui suivit (bataille de Grèce). La Grèce fut occupée conjointement par l'Allemagne, l'Italie et la Bulgarie. Elle ne sera libérée qu'en octobre 1944 avec le départ des troupes allemandes.
Cependant, on considère que l'intervention allemande en Grèce retarda l'opération Barbarossa contre l'URSS. Également important fut l'exemple moral d'un petit pays résistant à la supposée puissante Italie dans une période où seul l'Empire britannique résistait à l'Axe. La façon dont les Grecs résistèrent leur valut des éloges dont le plus célèbre est peut-être cette phrase de Winston Churchill :
« Hence we will not say that Greeks fight like heroes, but that heroes fight like Greeks » (« Dorénavant nous ne dirons pas que les Grecs combattent tels des héros, mais que les héros combattent tels des Grecs. »)
La participation de la Grèce aux côtés des Alliés lui permit d'annexer le Dodécanèse, dont l'île de Rhodes, à la fin du conflit  mondial. Cette victoire contre les Italiens remontera le moral des Grecs qui avaient subi une défaite fulgurante contre les Turcs kémalistes des années avant.

## Les causes de la défaite italienne
L'Italie n'était clairement pas prête.
En attaquant la Grèce depuis l'Albanie (fraîchement conquise du 7 au 12 avril 1939), l'armée italienne se trouvait devant un obstacle de taille, 150 km de front composé essentiellement de montagnes, la chaîne des monts du Pinde, un terrain parfait pour la défense. Les Grecs possédait des unités spécialisées en combat de montagne. 
L'invasion en automne/hiver n'aide en rien lors des offensives en montagne.
La météo fut des plus désastreuses : des torrents de pluie créant des glissements de terrain, des coulées de boue empêchant tout ravitaillement efficace et laissant les troupes italiennes avec très peu de moyens, face à des défenseurs déterminés et un froid qui tue de très nombreux soldats.
Les Grecs n'ont eu que peu de manques de ravitaillement : les populations locales assuraient parfois elles-mêmes le ravitaillement en vivres des soldats.
Cette météo empêcha également l'intervention efficace de l'aviation italienne qui ne put réaliser de soutiens et bombardements efficaces et de la marine qui entravait encore plus les moyens de ravitaillement et d'envoi de renforts.
Deux plans avaient été présentés à Mussolini : l'un du comte Ciano et l'un du maréchal Badoglio qui prévoyait entre autres l'assistance de la Bulgarie pour l'invasion, Mussolini préféra s'appuyer sur les avis des politiciens comme celui du comte Ciano, son ministre des Affaires étrangères, plutôt que l'avis de son propre état-major.

## Commémoration

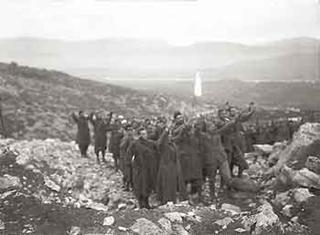
Les Italiens se rendent en décembre 1940 (photographie de Geórgios Prokopíou).

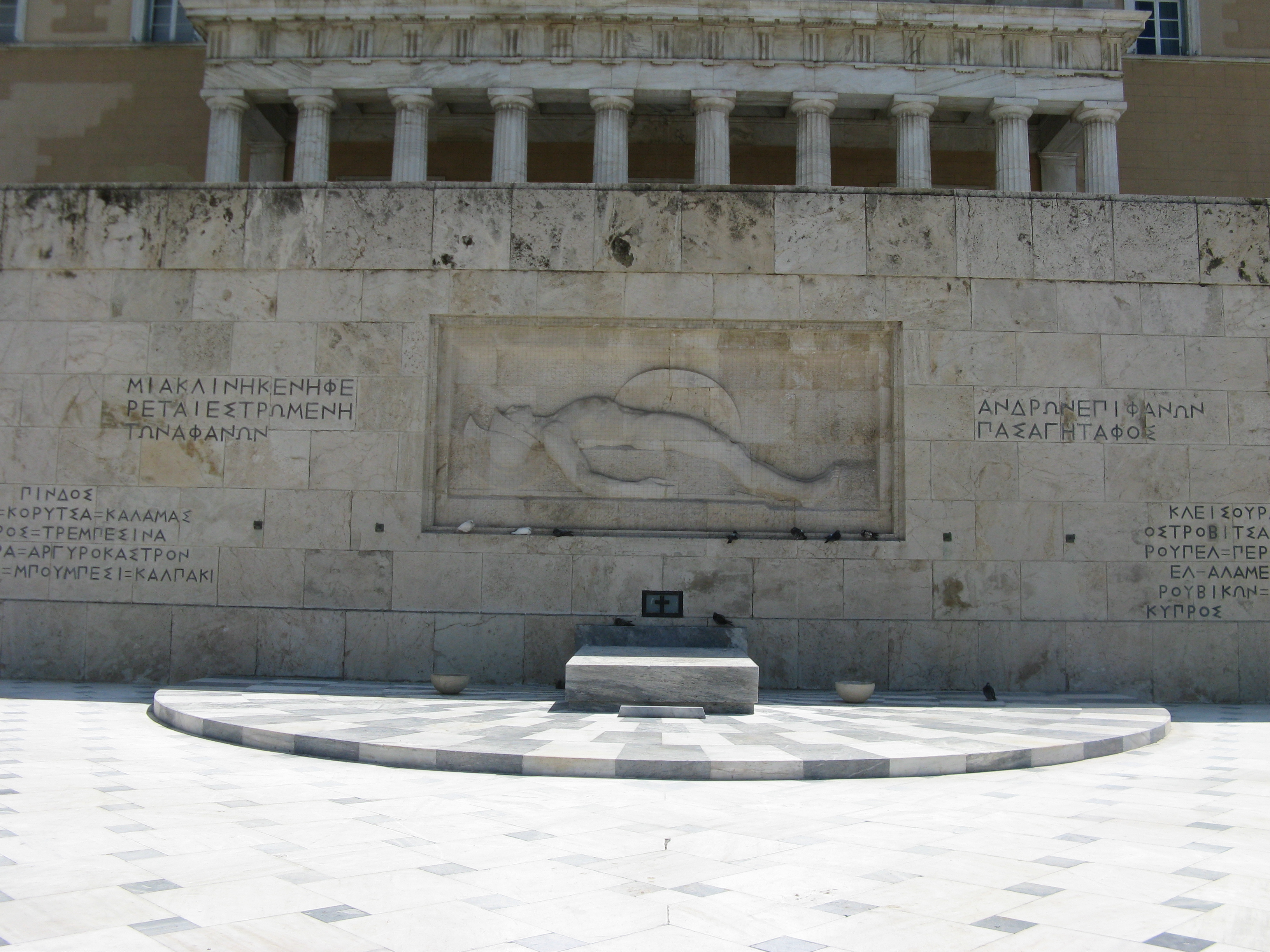
Tombe du soldat inconnu, encadrée des noms des batailles de la guerre italo-grecque et de la Seconde Guerre mondiale

Ce conflit, appelé en grec Épos tou Saránda (en grec moderne : Έπος του Σαράντα, l'épopée de 40), et la résistance des Grecs sont depuis célébrés chaque année. Le 28 octobre, le Jour du Non de Metaxas à l'ultimatum italien, est l'une des deux fêtes nationales en Grèce et il est célébré de manière semi-officielle à Chypre.

## Dans la culture
La chanson Coat Of Arms du groupe Sabaton, sur l'album homonyme, traite de la guerre italo-grecque.

### Article
L.T. Mavridopoulos, « L'armée grecque sur le front d'Albanie, 1940-1941 », Armes Militaria no 135, 1996.